# Trận Hochkirch
Trận Hochkirch là một trận đánh tiêu biểu trong cuộc Chiến tranh Bảy năm, diễn ra vào ngày 14 tháng 10 năm 1758. Trong trận chiến này, bằng một cuộc tấn công bất ngờ vào ban đêm, quân đội Áo do Thống chế Leopold Josef Graf Daun chỉ huy với quân số áp đảo đã đánh tan quân đội Phổ do vua Friedrich Đại đế chỉ huy. Đây được xem là một trong những trận đánh đẫm máu và thảm họa nhất trong sự nghiệp của Friedrich Đại đế, cũng như là một trận thua hiếm có của ông. Trận chiến đã lấy đi sinh mạng của những binh sĩ thiện chiến nhất trong quân đội của Phổ, cùng với nhiều khẩu pháo. Đồng thời, quân đội Áo cũng bị đánh thiệt hại nặng, và đây là một trong số ít những trận đánh lớn với Friedrich Đại đế mà người Áo chủ động tấn công. Song, trong khi trận đánh không có tầm quan trọng chiến lược dài lâu, cuộc rút lui thành công của quân đội Phổ sau thảm bại tại Hochkirch cũng được xem là một trong những minh chứng cho khả năng giữ cái đầu lạnh giữa cơn khủng hoảng của Friedrich. Trận đánh còn góp phần đem lại danh tiếng cho lực lượng kỵ binh Phổ về sự quyết đoán của họ.
Sau khi đánh bại cuộc tấn công của quân đội Nga trong trận Zorndorf, Friedrich Đại đế đã kéo quân đến xứ Sachsen để hỗ trợ cho em trai của ông là Hoàng tử Heinrich đương đầu với quân đội Áo do các tướng Daun và Gideon Ernst von Laudon chỉ huy. Vào ngày 12 tháng 8 năm 1758, các lực lượng của Friedrich đã đến gần Dresden và giải nguy cho Heinrich. Sau đó, Daun đã chiếm giữ một vị trí vững chắc, ngăn chặn con đường đến tỉnh Schlesien – nơi quân đội Áo đang vây hãm Neisse – của vị Quốc vương Phổ. Friedrich không thể đánh một trận với Daun, và vận động của ông nhằm buộc Daun phải giao chiến hoặc rút chạy đã bị người chỉ huy quân đội Áo đáp trả bằng một vận động dẫn đến việc quân Áo đóng tại Hochkirch. Trong khi đó, do thiếu cẩn trọng, Quốc vương Phổ đã đóng quân tại một vị trí bất lợi vào ngày 10 tháng 10, bất chấp sự khuyên can của các thuộc tướng của ông. Trái ngược với suy nghĩ của Friedrich, Daun đã được người tham mưu trưởng của mình thuyết phục công kích doanh trại của người Phổ. Và, vào ngày 14 tháng 10, trước rạng đông, quân đội Áo đột kích cánh trái của đối phương, nhanh chóng giành thắng lợi trước các binh lính Phổ còn đang ngủ. Trước tình thế bất lợi, ban đồng Friedrich không để tâm đến những tiếng thét của binh sĩ của ông, trước khi đạn pháo rơi xuống doanh trại của ông. Do đó, quân Áo đã vấp phải sự kháng cự mãnh liệt của đối phương tại Hochkirch. Một trung đoàn bộ binh Phổ đã trấn giữ bức tường của khu đất nhà thờ trong khi các trung đoàn khác lao vào thị trấn trong hỗn loạn. Một đợt tấn công của kỵ binh Phổ dưới quyền tướng Hans Joachim von Ziethen đã tạm thời giải nguy cho quân đội Phổ, và đồng thời, Thống chế James Keith của Phổ cũng tiến hành phản công. Trước ưu thế về quân số của Áo, cuộc phản công của ông đã thất bại.
Tình hình khó khăn cho thấy quân đội Phổ cần phải tiến hành triệt thoái, khiến Friedrich Đại đế phải thân hành đến Hochkirch. Trong khi các tướng lĩnh Áo tấn công quân cánh trái không thể truy kích mạnh mẽ đoàn quân bại trận của vua Phổ, ông đã tiến hành một cuộc triệt thoái khéo léo và có trật tự dưới làn đạn của đối phương. Theo hướng tây bắc, quân đội của ông đã rút về được một vị trí phòng ngự an toàn. Choáng váng trước thiệt hại nặng nề của mình trong cuộc giao tranh tàn khốc, Daun không thể tiến hành truy đuổi. Dù ông đã áp dụng thành công các chiến thuật mới, mục tiêu bắt sống Quốc vương nước Phổ hoặc là tận diệt quân đội ông của người Áo đã thất bại. Sau đó, Friedrich tiến quân về Schlesien và tại đây, ông đuổi được viên tướng Áo bao vây Neisse về Tiệp Khắc, sau đó quay lại Sachsen và kịp thời ngăn chặn Daun quấy nhiễu Dresden. Trong khi lòng dũng cảm của Friedrich đã được thể hiện trong cuộc giao chiến, tinh thần kỷ cương của Phổ đã cứu thoát quân đội ông khỏi một thảm họa toàn diện.